# Новосёлка (Борисоглебское сельское поселение)
Новосёлка — деревня в Борисоглебском районе Ярославской области России.
В рамках административно-территориального устройства относится к Краснооктябрьскому сельскому округу Борисоглебского района, в рамках организации местного самоуправления включается в Борисоглебское сельское поселение.

## География
Деревня находится в южной части области, в зоне хвойно-широколиственных лесов, в пределах Борисоглебской возвышенности, к югу от автодороги 78К-0003, на расстоянии примерно 11 километров (по прямой) к западу от рабочего посёлка Борисоглебский, административного центра района. Абсолютная высота — 152 метра над уровнем моря.

### Климат
Климат характеризуется как умеренно континентальный, с тёплым летом и продолжительной холодной зимой. Среднегодовая температура воздуха +2,9…+3,5 °C. Средняя температура воздуха самого холодного месяца (января) — −10,8 °C (абсолютный минимум — −47 °C), средняя температура самого тёплого (июля) — +18 °С (абсолютный максимум — +35 °C). Безморозный период длится около 149 дней. Вегетационный период длится около 135 дней. Годовое количество атмосферных осадков составляет 530—590 миллиметров, из которых большая часть выпадает в тёплый период.

### Часовой пояс
Новосёлка, как и вся Ярославская область, находится в часовой зоне МСК (московское время). Смещение применяемого времени относительно UTC составляет +3:00.

## Население
| 2007 | 2010 |
| ---- | ---- |
| 16   | ↘9   |

### Национальный состав
Согласно результатам переписи 2002 года, в национальной структуре населения русские составляли 100 % из 23 человек.